# Ange Guépin
Ange Marie François Guépin, född 30 augusti 1805 i Pontivy, departementet Morbihan, död 21 maj 1873 i Nantes, var en fransk läkare och publicist.
Guépin blev medicine doktor 1828 och kort därefter professor i kemi och ekonomi i Nantes. År 1830 erhöll han en lärostol i medicinska fakulteten i samma stad och blev 1832 biträdande kirurg vid dess sjukhus. Tillsammans med flera andra likasinnade organiserade han den första vetenskapliga kongressen i Frankrike, 1833, och grundlade några år senare en av de första ögonklinikerna i Europa. Såsom oftalmolog utgav han bland annat Études d'oculistique (1844) och Nouvelles études sur les maladies des yeux (1858).
År 1848 inträdde Guépin på den politiska banan och blev republikens kommissarie i Loire-Inférieure. Hans politiska åsikter var dock misshagliga för dem, som senare kom till makten, och han avsattes från sin professur 1850. Vid valen i maj 1869 erhöll han ett stort antal röster i Loire-Inférieure, men föll igenom. Under fransk-tyska kriget 1870–71 var han under två månader prefekt i nyssnämnda departement. Förutom medicinska skrifter publicerade han åtskilliga arbeten i socialistisk filosofi, till exempel Philosophie du XIX:e siècle (1854) och Le socialisme expliqué aux fils du peuple (1852). Han var även en av grundläggarna av "Revue philosophique et religieuse".